# Jim Highsmith
James A. Highsmith III (* 1945) ist ein US-amerikanischer Autor und Consultant.

## Leben
Highsmith studierte Elektrotechnik und Management an der North Carolina State University und der University of South Florida und arbeitete unter anderem bei ExxonMobil und Thoughtworks. Im Jahr 2001 war er einer der 17 Verfasser des Agile Manifesto und Mitbegründer der Agile Alliance. 2005 wurde ihm der Stevens Award zugesprochen.

## Publikationen
- Adaptive Software Development. A Collaborative Approach to Managing Complex Systems, Dorset House Publishing, 2000, ISBN 0-932633-40-4.
- Agile Software Development Ecosystems, Addison-Wesley, 2002, ISBN 0-201-76043-6.
- Agile Project Management. Creating Innovative Products, 2. Aufl., Addison-Wesley, 2009, ISBN 978-0-321-65839-5.
- Adaptive Leadership. Accelerating Enterprise Agility, Addison-Wesley, 2014, ISBN 978-0-13-359865-0.
- mit Linda Luu und David Robinson: EDGE. Value-Driven Digital Transformation, Addison-Wesley, 2020, ISBN 978-0-13-526307-5.
- Wild West to Agile. Adventures in Software Development Evolution and Revolution, Addison-Wesley, 2023, ISBN 978-0-13-796100-9.